# Affaire Trayvon Martin

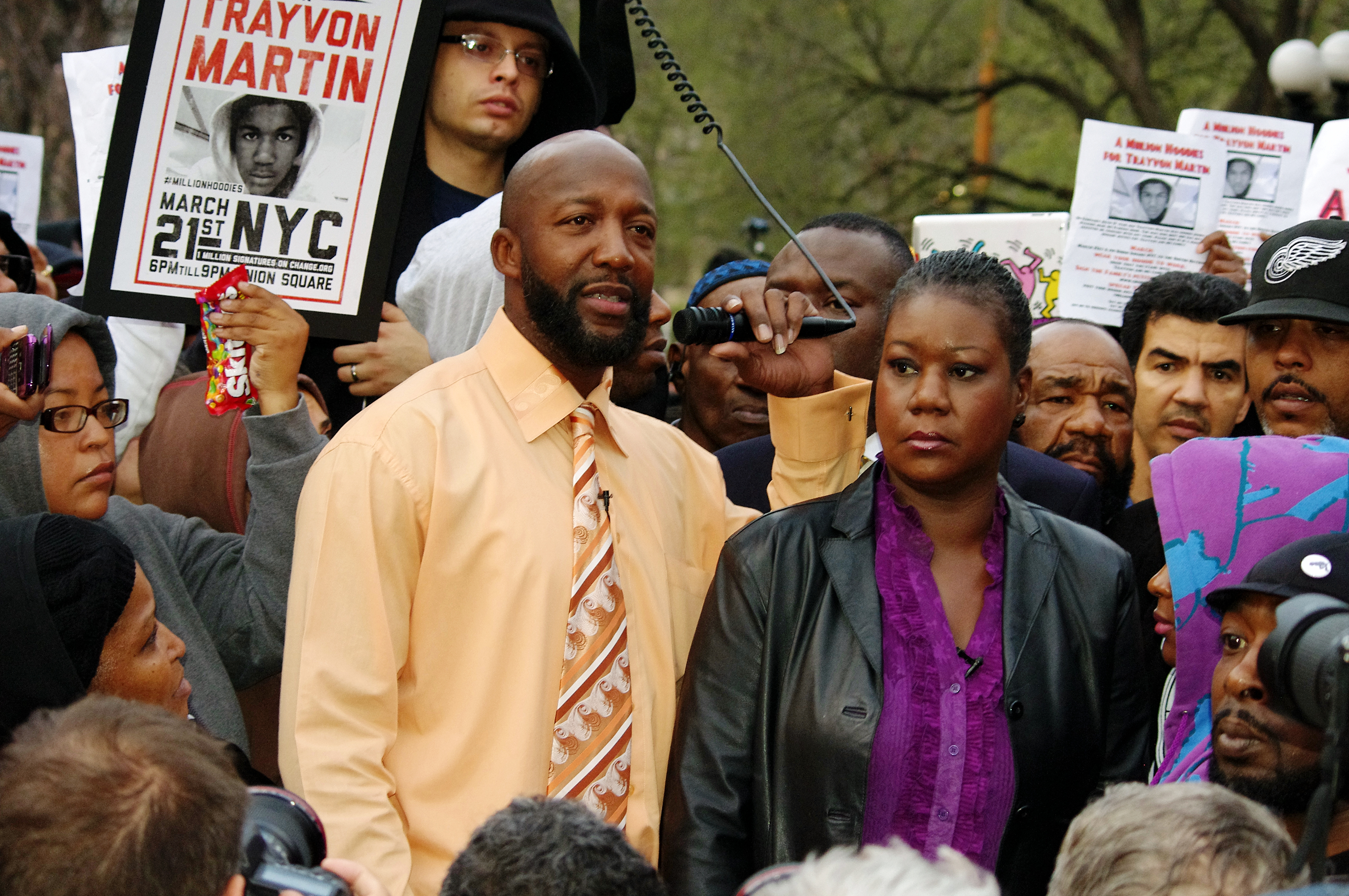
Tracy Martin et Samantha Fulton, les parents de Trayvon Martin, lors d'une manifestation à New York le 21 mars 2012.

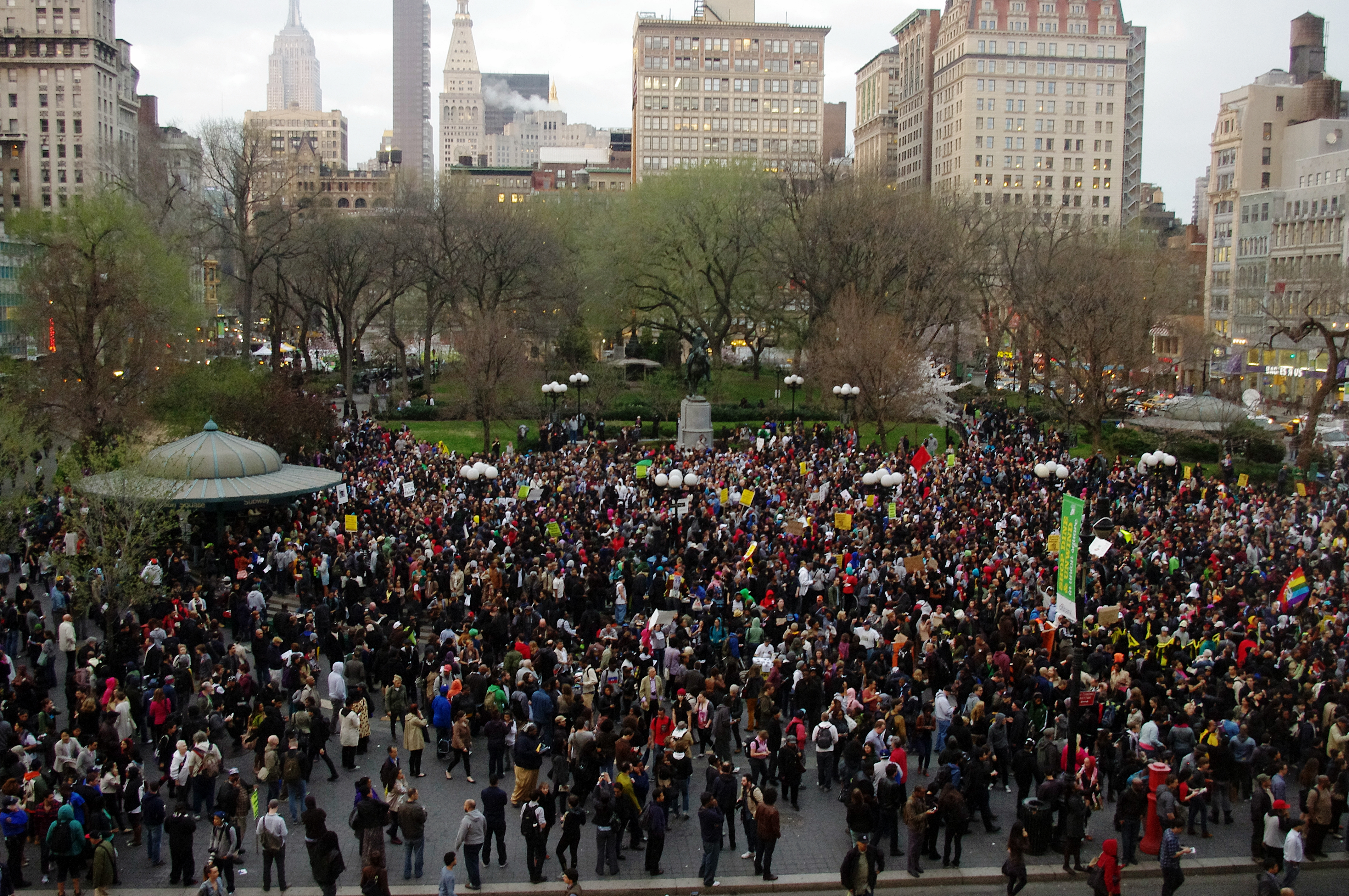
Manifestation à New York le 21 mars 2012.

L’affaire Trayvon Martin est une polémique médiatique et judiciaire issue de la mort par balle de Trayvon Martin, un Afro-Américain de 17 ans, non armé, dans la soirée du 26 février 2012 à Sanford, en Floride. L'auteur du coup de feu, George Zimmerman, un Latino-Américain de 28 ans, était le coordinateur de la surveillance de voisinage de la résidence fermée où est mort Trayvon Martin qui y résidait temporairement,.
Les circonstances de la mort de Trayvon Martin, la décision initiale de ne pas inculper Zimmerman, et le débat sur la loi nommée stand-your-ground law (« loi Défendez votre territoire ») par ses partisans — et shoot first (Tirez d'abord) par ses opposants — reçurent une attention toute particulière aussi bien aux États-Unis que dans le reste du monde. Des accusations de racisme à l'encontre de Zimmerman et l'attitude de la police dans l'affaire, accompagnées de l'intense couverture médiatique — qui parfois rapportait des faits inexacts — contribuèrent à ce que l'opinion publique exige l'arrestation de George Zimmerman,.

## Description des faits
Alors qu'il était en patrouille dans sa voiture, Zimmerman remarqua la présence de Trayvon Martin déambulant à l'intérieur de la résidence. Zimmerman appela le commissariat de police de Sanford pour signaler le comportement de Trayvon Martin qu'il jugeait suspect, précisant lors de son appel à la police que « ce type prépare un mauvais coup, ou qu'il est drogué ou dans le genre. Il pleut et il ne fait que marcher et regarder autour » et qu'« il examine toutes les maisons »,. D'après un rapport de police, celui-ci spécifie que « rien n'indique que Trayvon Martin était impliqué dans une quelconque activité criminelle au moment de leur rencontre »,. Toujours au téléphone avec un agent de police, Zimmerman sortit de son véhicule. Après la fin de la communication téléphonique, une violente altercation eut lieu entre Zimmerman et Martin, et Zimmerman tira un coup de feu mortel à bout portant directement sur la poitrine de Martin,.
Lorsque la police arriva sur les lieux, Zimmerman affirma que Martin l'avait attaqué et qu'il avait tiré, invoquant la légitime défense,,. Zimmerman saignait du nez et de deux lacérations verticales provenant de l'arrière de son crâne,. Les secours soignèrent Zimmerman sur place, après quoi il fut emmené au commissariat de police de Sanford où il fut détenu et interrogé pendant environ cinq heures. Il fut ensuite relâché sans être inculpé, la police ne trouvant à ce moment-là aucune preuve remettant en cause la déposition de Zimmerman.

### Inculpation et procès
Le 11 avril 2012, lorsque le procureur spécial décida de poursuivre Zimmerman pour meurtre non prémédité (Second Degree Murder),, ce dernier se rendit aux autorités et fut placé en détention. Zimmerman plaida non coupable et fut remis en liberté après le paiement d'une caution de 150 000 dollars associé au port d'un bracelet électronique.
Le procès de Zimmerman débuta le 10 juin 2013, à Sanford. Le 13 juillet 2013, le jury déclara Zimmerman non coupable de toutes les charges retenues contre lui, après 16 heures de délibérations. Le verdict provoqua une vague d'indignation aux États-Unis, surtout dans la communauté afro-américaine,.
Le 24 février 2015, soit près de trois ans après leur début, le procureur général Eric Holder annonce que les enquêtes du département de la Justice et de la police fédérale (FBI) sur un éventuel crime de haine sont closes en raison du manque de preuves,.
En décembre 2019, George Zimmerman porte plainte sur le plan civil contre la famille de Trayvon Martin, ses avocats, les procureurs lors de son procès, et d'autres. Il accuse la famille Martin et ses avocats de collusion (« civil conspiracy (en) »), les procureurs de poursuite malicieuse, et de multiples parties de diffamation, réclamant plus de 100 millions de dollars en dommages-intérêts.

## Protagonistes de l'affaire

### Trayvon Martin
Trayvon Benjamin Martin, né le 5 février 1995 et mort le 26 février 2012, était le fils de Sybrina Fulton et de Tracy Martin, qui divorcèrent en 1999. Il était élève au lycée Dr. Michael M. Krop à Miami et vivait avec sa mère et son frère aîné à Miami Gardens en Floride,.
Le jour où il fut mortellement touché, Trayvon Martin et son père Tracy rendaient visite à la fiancée de ce dernier à la résidence fermée, réputée multiethnique, The Retreat at Twin Lakes à Sanford, lieu même où il sera ensuite tué. Martin avait déjà rendu visite à la fiancée de son père à plusieurs reprises.
Au moment de son décès, Martin venait d'être exclu de son lycée, et ce pour la troisième fois depuis le début de l'année scolaire,,. Une de ses exclusions était due à des retards répétés; une autre pour graffiti après qu'une caméra de sécurité l'eut repéré en train de taguer l'acronyme W.T.F. (what the fuck) sur une porte de son école,,. Lorsqu'il fut fouillé par un agent de sécurité scolaire cherchant le marqueur utilisé pour le graffiti, celui-ci trouva dans le sac à dos de Martin plusieurs bijoux féminins, dont Martin dira qu'ils lui avaient été donnés par un ami, et un tournevis que l'agent qualifiera d'« outil d'effraction »,. Les bijoux ont été saisis et remis à la police, mais aucune preuve ne viendra dire s'ils ont été volés ou non. Enfin, il fut exclu une troisième fois lorsque l'on retrouva sur lui une « pipe à cannabis » et un petit sac contenant des traces de cannabis,,,. Martin ne fut inculpé d'aucun de ces incidents et ne possédait pas de « casier judiciaire juvénile » (juvenile record),.
Le juge Nelson a autorisé la défense de George Zimmerman à avoir accès au dossier scolaire de Trayvon Martin, y compris les détails de ses exclusions, ainsi que l'accès aux contenus des comptes des réseaux sociaux que Martin fréquentait, mais n'a pas décidé si ces éléments seraient recevables lors du procès de Zimmerman. L'avocat de la famille Martin a déclaré que les parents n'avaient jamais été au courant de l'épisode des bijoux et que tout cela n'avait aucun rapport avec ce qu'il s'est passé le 26 février. Les parents de Trayvon Martin et leurs avocats ont aussi déclaré que la requête de la défense concernant le dossier scolaire et les comptes des réseaux sociaux était une cabale visant à discréditer leur fils.

### George Zimmerman
George Michael Zimmerman est né le 5 octobre 1983 à Manassas en Virginie. Il est le fils de Gladys Zimmerman (née Mesa), et de Robert Zimmerman, un ancien militaire et magistrat à la retraite. Il grandit dans un foyer que son père décrira, dans une lettre écrite à la presse, comme « multiracial », son père étant blanc et sa mère hispanique (celle-ci ayant par ailleurs un grand-père afro-péruvien). Zimmerman est enregistré sur les listes électorales en tant qu'« hispanique ».
En 2009, il emménage avec sa femme à la résidence The Retreat at Twin Lakes à Sanford. Zimmerman travaillait auparavant comme souscripteur d'assurances et, au moment des faits, étudiait dans une université locale où il préparait un diplôme d'associé en justice pénale. Il déclara lors de l'un de ses entretiens avec la police qu'il souhaitait devenir juge.
En 2005, il fut arrêté et inculpé pour « résistance à agent avec violence » et « agression envers un agent de police avec violence », après qu'il eut bousculé un agent de police interrogeant l'un de ses amis suspecté de boire de l'alcool en dessous de l'âge légal. Les charges furent ensuite réduites et finalement abandonnées après que Zimmerman eut accepté un programme de déjudiciarisation incluant entre autres un stage de gestion de la colère, lui permettant ainsi d'éviter un procès. La même année, son ex-fiancée dépose une demande d'ordonnance restrictive à son encontre, l'accusant de violence domestique. Zimmerman fit de même en déposant lui aussi une demande similaire. Ces demandes furent accordées à chacune des parties,. Lors de l'audience initiale de remise en liberté sous caution de Zimmerman, l'accusation tenta de mettre en avant ces incidents qui selon elle, montraient que Zimmerman était une menace pour la communauté. Ces arguments furent rejetés par le juge considérant ces précédents incidents comme « banals »,.

## Les faits

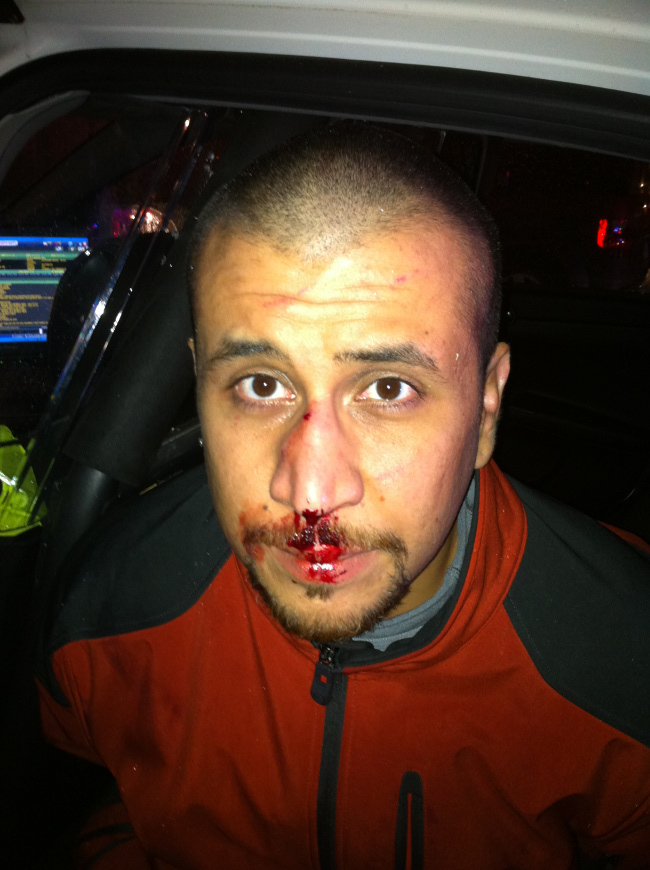
George Zimmerman dans la voiture de police après l'altercation.

Trayvon Martin rentrait chez son père après être allé acheter des sucreries à une épicerie voisine, quand George Zimmerman, un volontaire de 28 ans effectuant des surveillances du voisinage du quartier, l'aperçut. Il appelle alors la police signalant un individu suspect, celle-ci lui recommande de ne pas intervenir. Il déclare à la police que Martin a l'air drogué.
Au même moment, l'adolescent, qui est au téléphone avec sa petite amie, lui dit qu'il est suivi par quelqu'un. Selon les témoignages des voisins, une altercation se produit entre les deux hommes, suivie d'un coup de feu.
Quelques instants plus tard, la police arrive sur les lieux, prend les dépositions des voisins, interroge quelques instants George Zimmerman, puis emmène le corps de Trayvon Martin à la morgue. Il restera trois jours à la morgue en tant que personne inconnue.

## Répercussions
Cette affaire a entrainé de nombreuses manifestations, en réaction au fait que George Zimmerman ne soit pas inculpé. Il n'a en effet comparu pour la première fois devant la justice qu’un mois et demi plus tard, le 12 avril, et ne sera formellement inculpé que le 29 mai. Les manifestants soutiennent les parents de Trayvon Martin qui demandent que George Zimmerman soit inculpé pour le meurtre de leur fils. Les manifestations ont eu lieu dans un premier temps dans l'État de Floride, puis dans de nombreuses villes des États-Unis, notamment New York et Chicago. Le 23 mars, le président Barack Obama s'est exprimé sur le sujet à la fin d'une conférence de presse portant sur le candidat des États-Unis à la Banque mondiale : il a notamment déclaré que, s'il avait un fils, celui-ci ressemblerait à Trayvon Martin, faisant allusion aux suspicions d'un crime raciste,. De même Newt Gingrich, candidat aux primaires républicaines, a déclaré que George Zimmerman avait probablement violé la loi de légitime défense.
Le 17 avril à Chicago, Alton Hayes agresse à coup de barre de fer un homme blanc de 19 ans et le laisse pour mort. « J’ai fait cela pour Trayvon » a-t-il déclaré au juge, devant lequel il était jugé pour crime de haine,.
Le chef de la police de Sanford, Bill Lee, doit démissionner pour ne pas avoir arrêté George Zimmerman, lorsque celui-ci s'est présenté à la police, affirmant avoir tué Trayvon Martin en état de légitime défense.
Shellie Zimmerman, épouse de George Zimmerman, est arrêtée et poursuivie en 2012 pour parjure, car elle aurait menti sous serment au sujet de la situation financière de son mari, apparemment pour que celui-ci obtienne une caution moins élevée.
Le 11 mai 2016, Georges Zimmerman met en vente aux enchères l'arme qui lui a servi à tuer Trayvon Martin. Elle est vendue pour 250 000 dollars.
En 2018, une série en six épisodes Rest in Power: The Trayvon Martin Story, co-produite par Jay-Z et Chachi Senior, est diffusée sur Paramount Network et Black Entertainment Television. La série s'intéresse au procès de Zimmerman, mais aussi à son impact dans la police de Sanford.
Cette affaire est au centre de l'épisode 3 de la saison 17 de la série South Park, nommé "World War Zimmerman", diffusé en 2013, dont le nom est une référence humoristique au roman adapté au cinéma et au jeu vidéo World War Z.